# اليامي سيرز
اليامي سيرز (بالإنجليزية: Al Sears)‏ (و. 1910 – 1990 م) هو قائد فرقة ‏، وموزع (موسيقى)، وعازف جاز، وعازف ساكسفون، وملحن أمريكي، ولد في ماكوم، يستخدم آلات ساكسفون، توفي في نيويورك، عن عمر يناهز 80 عاماً.

## روابط خارجية
- اليامي سيرز على موقع ميوزك برينز (الإنجليزية)
- اليامي سيرز على موقع أول ميوزيك (الإنجليزية)
- اليامي سيرز على موقع ديسكوغز (الإنجليزية)